# Eupogonius infimus
Eupogonius infimus là một loài bọ cánh cứng trong họ Cerambycidae.